# 제시 L. 마틴
제시 러몬트 왓킨스(Jesse Lamont Watkins, 1969년 1월 18일 ~ ) 또는 제시 L. 마틴(Jesse L. Martin)은 미국의 배우이다. TV 시리즈 Law & Order : 성범죄전담반 1에서 에드 그린 형사 역으로 가장 잘 알려져 있다.

## 출연 작품
- 플래시 시즌3 (2016)
- 플래시 (2014)
- 조이풀 노이즈 (2012)
- 불량 변호사 (2011)
- 피터 앤 반디 (2009)
- 섹슈얼 힐링 (2007)
- 참을 수 없는 사랑 (2007)
- 렌트 (2005)
- 크리스마스 캐롤 (2004)
- Law & Order : 성범죄전담반 1 (1999)
- 딥 인 마이 하트 (1999)
- 레스토랑 (1998)
- 법과 질서 (1990)
- 원 라이프 투 리브 (1968)